# Lubanicze
Lubanicze (biał. Любанічы, Lubaniczy; ros. Любаничи, Lubaniczi) – wieś na Białorusi, w obwodzie grodzieńskim, w rejonie korelickim, w sielsowiecie Łuki, nad Serweczem.

## Historia
W XIX i w początkach XX w. wieś i zaścianek położone w Rosji, w guberni mińskiej, w powiecie nowogródzkim.
W dwudziestoleciu międzywojennym wieś i folwark leżące w Polsce, w województwie nowogródzkim, w powiecie nowogródzkim, w gminie Cyryn. W 1921 wieś liczyła 141 mieszkańców, zamieszkałych w 26 budynkach, w tym 86 Białorusinów i 55 Polaków. Wszyscy oni byli wyznania prawosławnego. Folwark zaś był wówczas zniszczony i niezamieszkały.
Po II wojnie światowej w granicach Związku Sowieckiego. Od 1991 w niepodległej Białorusi.